# Helmut Lindemann
Helmut Lindemann (* 10. Dezember 1912 in Kiel; † 22. September 1998 in Lindau) war ein deutscher Jurist, Publizist, Übersetzer und Schriftsteller.

## Leben
Lindemann war Sohn des Bankiers Paul Lindemann (Jurist, 1912–1919 Oberbürgermeister von Kiel) und Margarete Lindemann, geborene Abshagen. Er besuchte das Matthias-Claudius-Gymnasium in Hamburg. Nach dem Abitur studierte Lindemann Rechtswissenschaften an den Universitäten Kiel, Hamburg, Exeter und Berlin. 1936 wurde er an der Universität Berlin zum Dr. jur. promoviert. Von 1938 bis 1945 war Lindemann Auslandskorrespondent in London, Amsterdam, Athen und Stockholm. Von 1945 bis 1948 war er Gründungsmitglied der Evangelischen Forschungsakademie. Lindemann war Mitbegründer des Christophorus-Stifts/Studiengemeinschaft der EKD. Ab 1948 war er als freier Publizist, Übersetzer und Schriftsteller tätig.
Von September 1961 bis Sommer 1962 wurde er auf Initiative von Georg Picht kurzzeitig Schulleiter der humanistischen Schwarzwald-Internatsschule Birklehof. Der Versuch scheiterte am Widerstand von Lehrern, Schülern und Eltern.
In überregionalen Zeitschriften und Zeitungen wie der Frankfurter Allgemeinen Zeitung und der ZEIT war Lindemann seit den 1950er Jahren ebenso präsent wie in den lokalen Medien. Er nahm zu pädagogischen und politischen Fragen Stellung. Dazu kommentierte er im Bayerischen Rundfunk, Norddeutschen Rundfunk und Westdeutschen Rundfunk. Er war auch als Übersetzer tätig, aus dem Englischen und Französischen.
Im Jahr 2001 übergab Lindemanns Familie dessen Nachlass dem Institut für Zeitungsforschung in Dortmund.
Lindemann war evangelisch, seit 1940 mit Cornelie Lindemann, geborene Volkmann († 1992), verheiratet und hatte mit ihr sechs Kinder: Thomas, Barbarah, Hartwig, Constanze, Dorothee und Florian Lindemann. Er lebte in Nonnenhorn am Bodensee.

## Auszeichnungen
- 1963: Deutscher Journalistenpreis
- 1957: Joseph-E.-Drexel-Preis

## Publikationen (Auswahl)
- Gustav Heinemann. Ein Leben für die Demokratie. Kösel, München 1978, ISBN 3-466-41012-6.
- Die Sache mit der Nation. Kindler, München 1970.
- Das antiquierte Grundgesetz. Plädoyer für eine zeitgemäße Verfassung. Christian Wegner Verlag, Hamburg 1966.
- Konrad Adenauer. Scherz, München 1965.
- Generäle machen Politik. Eine Studie. Auer, Bonn 1952.
- Herausgeber der Zeitschrift neues hochland von 1972 bis 1974.

Übersetzungen (Auswahl)
- Adam Bruno Ulam: Die Bolschewiki. Vorgeschichte und Verlauf der kommunistischen Revolution in  Russland (Originaltitel The Bolsheviks. The Intellectual and Political History of the Triumph of Communism in Russia). Kiepenheuer & Witsch, Köln 1967.
- weitere zahlreiche Übersetzungen aus dem Englischen und Französischen.